# Орентано
Орента̀но (на италиански: Orentano) е малко градче в централна Италия, в община Кастелфранко ди Сото, регион Тоскана, провинция Пиза. Градчето се намира на хълма който разделя равнинната област близо до град Лука и област Валдарно. Населението е около 2569 души (към 2012 г.).